# چین در المپیک تابستانی ۱۹۸۴
چین در بازی‌های المپیک تابستانی ۱۹۸۴ که در شهر لس آنجلس ایالات متحده آمریکا برگزار شد، کاروان چین با ۲۱۶ ورزشکار در این رقابت‌ها شرکت کرد و موفق به کسب ۳۲ مدال (۱۵ طلا، ۸ نقره، ۹ برنز) شد. در جدول رتبه‌بندی توزیع مدال‌ها، چین در ردهٔ ۴ مسابقات قرار گرفت.